# Paraíso das Águas
Paraíso das Águas est une municipalité brésilienne de l'État de Mato Grosso do Sul et la Microrégion de Cassilândia.